# 문수일
문수일(文秀一, 1899년~?)은 일제강점기에 연극과 영화 부문에서 활동한 예술인이다.

## 생애
함경남도 함흥부에서 출생하였다는 것 외에는 성장기에 대해 잘 알려져 있지 않다. 9세에 5살 연상의 신부와 결혼하여 딸을 둘 두었으며, 차녀가 배우 문예봉이다. 부인과는 일찍 헤어져 순회극단을 떠돌며 연극 활동을 하였다. 그러던 중 생계를 위해 1921년경에 청진형무소의 간수로 근무하였는데, 형무소에 수감된 윤봉춘과 만난 것을 계기로 본격적으로 배우가 되었다.
윤봉춘을 따라 상경하여 윤백남의 민중극단에서 배우로 활동하였고, 이것이 인연이 되어 1923년에 윤백남이 한국 최초의 극영화 《월하의 맹서》를 찍었을 때 주인공의 아버지 역으로 출연할 수 있었다. 민중극단 해산 후에는 민립극단과 취성좌, 삼천가극당, 조선연극사에서 활동하였다. 이 시기에 대중가요를 작사하기도 했다.
1931년에 조선연극사를 탈퇴하고 극단 연극시장을 창립해 운영했으나 극단 운영에 어려움을 겪게 되었다. 이후 극단 재기를 도모하다가 실패하는 일이 몇 차례 반복되었다. 그 사이 어머니 없이 어렵게 자란 딸 문예봉이 《임자 없는 나룻배》로 스타가 되었다. 1936년에 문예봉이 출연한 《장화홍련전》에 문수일도 함께 주연을 맡았다.
외모가 준수했다는 평 외에 연기력에 대한 자세한 평가는 남아 있지 않다. 문수일은 연극시장을 창립해 경영한 것 외에는 특기사항이 없는 평범한 배우 중 한 명이었고, ‘문예봉의 아버지’로만 알려지게 되었다. 1930년대 후반 이후 행적에 대한 기록이 끊겼으며, 사망 시기도 알 수 없다.

## 같이 보기
- 문예봉

## 참고자료
- 강옥희, 이영미, 이순진, 이승희 (2006년 12월 15일). 《식민지시대 대중예술인 사전》. 서울: 소도. 101~102쪽쪽. ISBN 978-89-90626-26-4.